# Bothriochilus
Bothriochilus es un género que tiene asignada cuatro especies de orquídeas, de la tribu Epidendreae de la familia (Orchidaceae).

## Descripción
Las especies de este género se han trasladado al género Coelia.

## Especies
| - Bothriochilus bellus - Bothriochilus densiflorus - Bothriochilus guatemalensis - Bothriochilus macrostachyus |